# Anni 250
Gli anni 250 sono il decennio che comprende gli anni dal 250 al 259 inclusi.

## Personaggi
- Regno di Mariniana Augusta
- Lucio Mussio Emiliano è viceprefetto della provincia dell'Aegyptus